# Chirality
Chirality (キラリティー?) è un fumetto giapponese del mangaka Satoshi Urushihara, pubblicato mensilmente tra il 1995 e 1997 dalla casa editrice Gakken e poi raccolto in tre tankōbon. È stato pubblicato in italiano dalla Panini Comics tra il 1999 e il 2000 e in seguito riproposto in una nuova ristampa, uscita dal 22 agosto 2013 al 9 gennaio 2014.

## Trama
Le vicende di Chirality si svolgono nell'anno 2022 e vertono intorno a pochi esseri umani, sopravvissuti ad una catastrofe di immani proporzioni. La tecnologia umana, negli anni strettamente precedenti alla narrazione vera e propria, aveva raggiunto un livello tale da garantire la creazione di un sistema senziente, chiamato "Gaia" — il cui compito era quello di controllare l'atmosfera e l'ambiente terrestre — e di un computer responsabile di vigilare sull'operato di Gaia, chiamato "Mother Guardian" (o semplicemente "Madre").
Nonostante la presenza della Madre, Gaia impazzisce e questo causa una inclinazione di 12° dell'asse terrestre, causando la scomparsa della maggior parte degli esseri umani ed enormi guasti allo stesso Gaia. Per potersi riparare, il sistema senziente diede vita ai GM dei parassiti capaci di insinuarsi nel corpo degli esseri umani sopravvissuti e prenderne il controllo, mutandoli in cyborg. Loro scopo è quello di riparare i guasti subiti da Gaia e, al contempo, eliminare gli esseri viventi dal pianeta. Per impedire ciò la Madre riuscì a rendersi indipendente da Gaia, dando inizio al processo di creazione di due guardiani che avrebbero dovuto guidare la Terra verso un nuovo futuro: Adam ed Eve, conosciuta anche con il nome di Carol, acronimo per Chirality Artificial Recombine Of Life.
In realtà, l'intento della madre riuscì solo in parte, infatti il processo di creazione di Adam non venne completato all'epoca e la madre fu costretta a chiedere a Carol di trovarsi un nuovo partner per poter portare a termine la missione affidatale.
Per garantirle i mezzi per poter riuscire nell'intento, la dotò anche del potere di acquisire le sembianze di un uomo. Infatti, Carol conservava dentro di sé i geni di tutte le creature viventi della Terra risultando l'unica che potesse riprogrammare Gaia e porre così fine all'incubo. Per riuscire in tale missione, però, aveva bisogno di un partner e Carol scelse l'unica persona ad averle dimostrato compassione e ad aver creduto nella sua umanità, nonostante tutto facesse pensare che la stessa Carol non fosse che una vittima infetta dai GM. Tale prescelta, che risponde al nome di Shiori, finirà inevitabilmente con il ricambiare i sentimenti di Carol nonostante non sia in grado di spiegare la natura del loro rapporto, ogniqualvolta le viene chiesto.
Così, insieme all'amata Shiori, a Pathy specialista nel trattamento delle infezioni da GM, a Shizuma pilota e giovane dal carattere fortemente istintivo e, per finire, insieme a Vic (VS-01 PPDA), robot incaricato della sua protezione, Carol parte verso l'Antartide dove si trova Gaia, con l'intento di riprogrammarlo e garantire un futuro alla Terra.
Durante il loro viaggio, i cinque protagonisti dovranno misurarsi - oltre che con i GM creati da Gaia e che diventano sempre più numerosi con il procedere verso nord - con lo stesso Adam, il cui completamento fu portato a termine da Gaia e che ora si rivela nemico mortale degli esseri umani.